# Фінансова криза

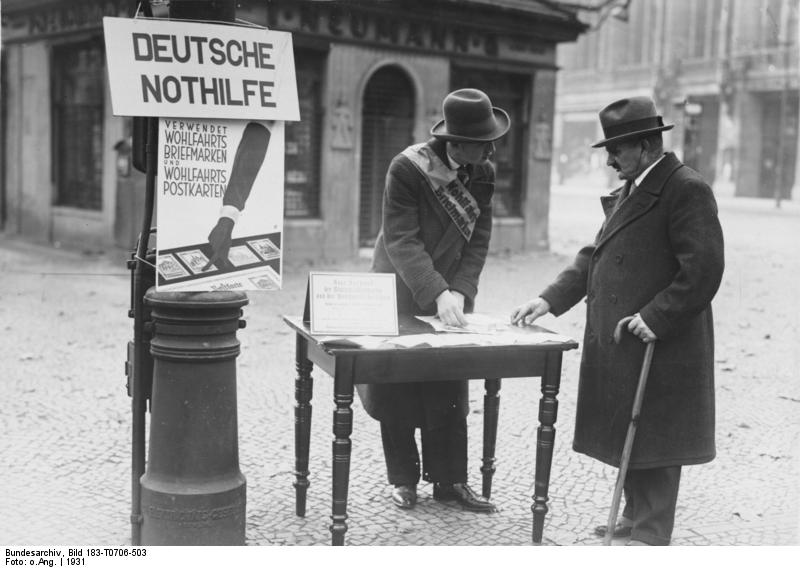
Німеччина в часи Великої депресії: продаж товарних талонів на вулиці.

Фінансова криза — це різке погіршення стану фінансового ринку внаслідок реалізації накопичених ризиків під впливом внутрішніх і зовнішніх економічних та політичних чинників, що спричиняє порушення його функціонування, зниження цінових показників, погіршення ліквідності й якості фінансових інструментів, банкрутство учасників.

## Визначення фінансової кризи
Фінансова криза відображає глибокий розлад фінансової системи держави, який найбільше проявляється у виникненні якісних змін в економічній системі, які спричиняють глибоке порушення розвитку фінансової системи окремих країн або світових ринків у цілому.
Найбільш точним індикатором стану економіки є фінансовий ринок. Саме його реакція на різноманітні економічні події є найбільш значущою для виявлення тенденцій, які можуть призвести до початку фінансової кризи.
Отже, фінансова криза — це криза, яка :
- системно охоплює усі компоненти, які відповідають за фінансовий стан країни, зокрема бюджет, грошовий обіг та кредит, банки, біржі, валюту, а також усі види фінансів, які є сегментами країни (міжнародні, державні, муніципальні та корпоративні);
- негативно впливає на економічну активність та зростання рівня життя населення у середньо- і довгостроковому періоді;
- є проявом системного ризику і супроводжується ефектом “доміно” (криза одного або групи фінансових інститутів передається через пересічні зобов’язання на інші групи фінансових інститутів або криза фінансового ринку однієї країни чи групи країн передається іншій країні як “фінансова інфекція”).

Поняття фінансова криза має широке застосування до різних випадків, коли деякі фінансові установи або заощадження раптово втрачають велику частину своєї вартості. В 19-му та на початку 20-го століття, багато фінансових криз пов'язували з банківськими кризами та багато рецесій збігалося з цими кризами. До інших випадків, що також називають фінансовими кризами, належать: падіння фондових ринків, валютні кризи, банкрутства та дефолти.

## Класифікація фінансових криз
Класифікація фінансових криз має велике значення для з’ясування їх сутності. Але провідні світові економісти досі не мають єдиної відповіді на це питання .
Найбільш загальним у західних дослідників є розподіл вибірки криз на такі підгрупи:
- кризи в індустріальних країнах;
- кризи в країнах з економікою, що розвивається;
- кризи, що характеризуються, насамперед, девальвацією національної валюти (не менше 75 % приросту індексу тиску на валютний ринок визначається валютним курсом);
- кризи, що характеризуються, насамперед, значним зниженням золотовалютних резервів (не менше 75 % приросту індексу тиску на валютний ринок пояснюється зниженням золотовалютних резервів);
- “жорсткі” кризи, за яких значення індексу тиску на валютний ринок перевищує три стандартних відхилення від середнього;
- “м’які” кризи, за яких значення індексу тиску на валютний ринок знаходиться в інтервалі від 1,5 до 2 стандартних відхилень вище середнього;
- кризи, викликані проблемами в банківському секторі;
- кризи з наступним швидким відновленням економіки, після яких ВВП повертається до тренду протягом двох років;
- кризи з наступним повільним відновленням економіки, після яких ВВП повертається до тренду через три або більше років.

Криза може бути усвідомленою (тобто відкритою, коли деструктивні процеси усвідомлюються менеджментом, а їх інтенсивність різко зростає) і нездоланною (банкрутство).

## Причини та наслідки фінансових криз
Основні причини фінансових криз поділяються на внутрішні та зовнішні  
До внутрішніх причин світове економічне суспільство відносить:
- нестабільність банківської системи країн;
- наростання частки сумнівних кредитів;
- посилення інфляції;
- завищений валютний курс;
- високі темпи девальвації валюти;
- зростання дефіциту державного бюджету і державного боргу;
- зростання дефіциту платіжного балансу;
- доларизація економіки;
- наростання кількості високоризикованих цінних паперів, особливо деривативів на фондовому ринку.

Зовнішніми причинами фінансових криз є:
- неконтрольований рух міжнародного спекулятивного капіталу;
- валютні війни;
- зміни міжнародної конкурентоздатності країн.

Внутрішнє та зовнішнє соціально-економічне середовище є дуже індивідуальним та має конкретні ознаки для кожної країни. Саме тому ці причини достатню важко відокремлювати та прогнозувати.
Викликати фінансові кризи також можуть і суб’єктивні чинники – помилки у економічній політиці уряду, а також нераціональні очікування бізнесу.
Загалом фінансові кризи спричиняють:
- зростання процентних ставок, що робить проекти більш ризикованими;
- зростання невизначеності на фінансових ринках у результаті краху фінансових інститутів, рецесій, політичної нестабільності, що ускладнює для кредитора вибір надійного позичальника;
- вплив ринків активів на стан балансів (скорочення чистої вартості в результаті краху на фондовому ринку спонукає компанії здійснювати угоди з підвищеним ризиком), що збільшує моральний ризик для кредитора;
- банківську паніку.

Наслідки фінансових криз помітні в усій фінансовій системі країни:
- у фінансовому секторі й на фінансових ринках – у різкому зростанні процента, частки проблемних банків і небанківських фінансових інститутів, боргів, що дедалі збільшуються; істотному скороченні кредитів, наданих економіці і домашнім господарствам; ланцюгових банкрутствах; переході до збиткової моделі банківської та іншої фінансової діяльності; переважанні спекулятивної фінансової діяльності над інвестиційною; масштабному падінні курсів цінних паперів; затримці розрахунків із наростаючим колапсом платіжної системи; виникненні масових збитків на ринку деривативів; неліквідності фінансових ринків і фінансових інститутів з ефектом “доміно”; банківській паніці;
- у міжнародних фінансах – у неконтрольованому падінні курсу національної валюти; масовій втечі капіталів з країни; некерованому нарощуванні зовнішнього боргу і прострочених платежів держави і комерційних організацій; перенесенні системного ризику на міжнародний ринок і фінансові ринки інших країн;
- у сфері грошового обігу – в різкому некерованому зростанні цін із переходом у хронічну інфляцію; втечі від національної валюти, стрімкому впровадженні у внутрішній обіг твердої іноземної валюти, масовій появі грошових сурогатів;
- у сфері державних фінансів – у різкому падінні величини золотовалютних резервів і державних стабілізаційних фондів; виникненні дефіциту чи загостренні привнесеної кризою дефіцитності бюджету; швидкому скороченні збирання податків; падінні бюджетного фінансування державних витрат; некерованому нарощуванні внутрішнього державного боргу.

Економісти розробили різні теорії виникнення та запобігання появі фінансових криз. Однак, між ними не вдається досягнути консенсусу, та фінансові кризи все ще трапляються по всьому світу.

## Світова криза та українська економіка 2008 року
Світова фінансова криза за всіма ознаками переросла в глобальну економічну кризу, її руйнівні дії з фінансового сегмента економіки сьогодні дедалі більше перекидаються на реальний сектор. Нинішня криза – це криза не лише геоекономічного , а й геополітичного устрою світу, який сформувався в останні десятиріччя, а отже слід вести мову не лише про кризу світової економіки, а й про геополітичну кризу. Світова фінансова криза у багатьох своїх визначеннях відбиває, насамперед, суперечності нинішньої системи геополітичних відносин.
Світова фінансова криза 2008 являє собою не лише кризу економічну, а також політичну. Саме тому, виходячи з сучасної політичної ситуації України, остання фінансова криза лише висвітлила найгостріші проблеми.
Тобто фінансова криза в Україні має свої характерні особливості та специфічні риси :
- дефіцитний платіжний баланс, велика залежність від експорту металів і зерна (ринки підвищеної конкуренції) та «імпорту» капіталу, високих технологій, нафти, газу (ринку зниженої конкуренції);
- висока концентрація виробництва і капіталу в країні, різні можливості децентралізації ризиків;
- соціальна поляризація, відсутність достатнього досвіду застосування інструментів адресної соціальної політики;
- низький рівень міжнародних резервів НБУ (міжнародні резерви у вересні 2009 р. скоротились на 2,6 % або на 744,3 млн дол.);
- крихкість політичної системи, неспроможність виробити і реалізувати швидкі та ефективні рішення в економічній політиці (уряду не вдалось зупинити процес глибокої рецесії, більш того, негативні тенденції підсилюються нереалізацією антикризової програми);
- порівняно низька частка малих та середніх підприємств у ВВП;
- високий рівень приватного споживання у ВВП (на початку 2009 р. він становив близько 60% і наблизився до рівня розвинутих країн, тоді як аналогічний показник у Китаї дорівнює 30-34%, у Росії – 48-52%).

Тобто вплив кризи на економіку України є значним. Найважливішими наслідками є:
- погіршення макроекономічних показників;
- зниження темпів зростання ВВП;
- дефіцитний платіжний баланс, велика залежність від імпорту капіталу, високих технологій, нафти і газу;
- великий розмір зовнішнього боргу країни, що веде його до ризику невиплати;
- скорочення депозитної маси;
- зниження ліквідності, погіршення портфеля й активів банківської системи;
- зниження обсягів кредитування економіки;
- девальвація гривні;
- скорочення надходжень і видатків бюджету;
- ослаблення довіри до фінансових установ;серйозні труднощі українських банків пов'язані з поверненням зовнішніх запозичень, залучення нових інвестицій;
- нестабільність на валютному ринку його спекулятивний характер;
- зменшення резервів НБУ, який змушений продавати валюту для задоволення ажіотажного попиту;
- погіршення добробуту домашніх господарств, скорочення реальних доходів, затримка виплати заробітної плати, особливо у промислових регіонах;
- зниження загального рівня життя населення, погіршення забезпеченості громадян товарами першої необхідності (продукти харчування, одяг) та послугами соціально-побутової сфери (транспорт, медицина, освіта, культура).[7]

Зазначені наслідки свідчать про те, що теперішня криза є глибокою. Вона охопила фінансову та економічну сферу. Сьогодні для України важливо не тільки мінімізувати негативний вплив світових фінансових потрясінь і глобальної рецесії, а й кардинально переглянути механізм функціонування фінансового сектора економіки, укріпити позиції держави як на законодавчому, так і на виконавчому рівні.

## Коронавірус, Світова криза та українська економіка 2020 року
Початком і причиною Світової фінансової кризи важають злам економічних відносин з початком оголошення карантину в країнах світу, у зв'язку з пандемією коронавірусу [Архівовано 21 травня 2020 у Wayback Machine.]. Уряд України не представив своїх планів, зокрема антикризової економічної програми, а фінансову політику визначив відповідно до пропозицій МВФ.
Як наслідок призупинення економічної діяльності, згідно з даними Державної служби зайнятості, станом на травень 2020 року кількість зареєстрованих безробітних зросла в 1,5 рази у порівнянні з березнем цього ж року.